# 小維多
小維多是一種紅葡萄的品種，主要用於混釀經典的波尔多葡萄酒 ，由於小維多的成熟時間和其他品種相比要晚的多，因此在傳統的法國西南部葡萄酒生產地區，小維多往往不受歡迎。不過與之相反，小維多深受新世界釀酒師的喜愛，在當地它被單獨製成葡萄酒，同時也被用來增強赤霞珠所釀造的葡萄酒風味。
小維多成熟後，其色澤轉換成仿似紫罗兰與皮革濃郁而光鮮的顏色，擁有香蕉和木屑般芬芳的香氣。

## 歷史

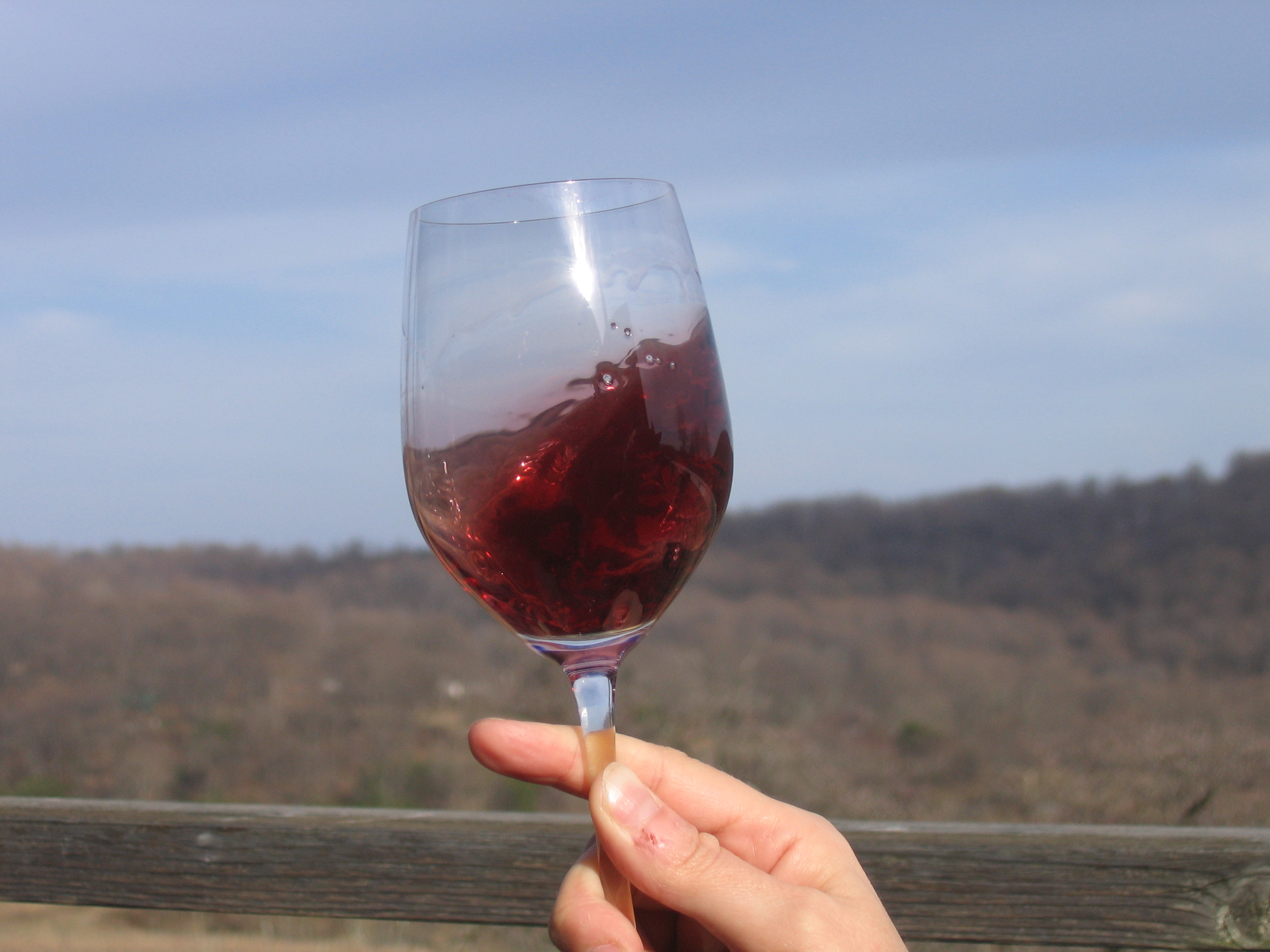
一杯小維多

小維多可能早於赤霞珠在波爾多出現，但其起源不明。十八世紀有記錄顯示它的存在， 但其特性表明它來自比吉倫特省更熱的地區。
它是Tressot的親本之一，另一個親本是杜拉斯，來自圖盧茲附近的塔恩河上游。 可能這兩個品種都是由羅馬人從地中海地區引入的。

## 分佈和葡萄酒

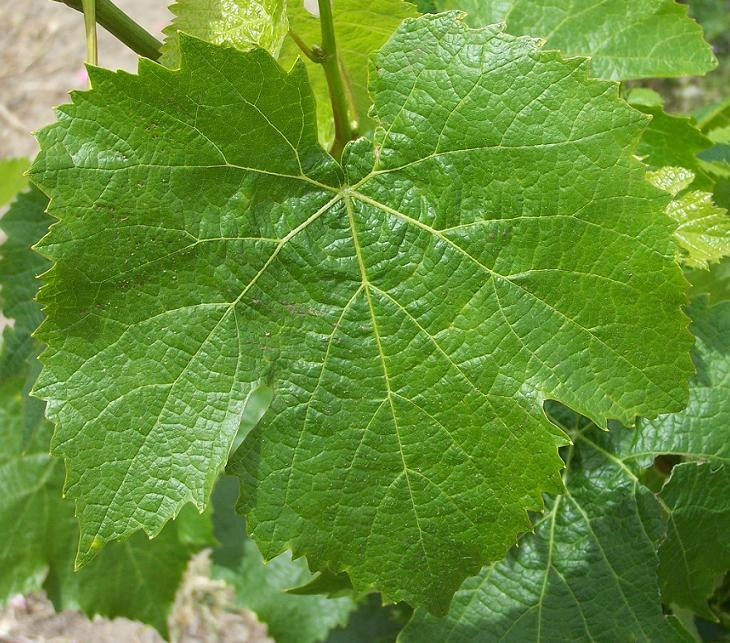
小維多葉

### 阿根廷
在阿根廷有一些小維多的種植區，儘管多年來它被標記為Fer。

### 澳大利亞
1832年，小維多被納入詹姆斯·布斯比的收藏中，並在1840年代由威廉·麥克亞瑟爵士試種。 2000年，澳大利亞有1600公頃的小維多種植區，其中Kingston Estate在南澳大利亞擁有最大的種植面積，是法國的四倍。 越來越多地被用來釀製龐大、濃鬱的單一品種葡萄酒，這些葡萄酒可以陳釀多年——Pirramimma 推崇這種方法，而 Warrumbungle Wines 只釋出經過陳釀的年份葡萄酒，以突出其陳釀潛力。

### 智利
智利在2003年有137公頃的小維多種植面積。

### 法國
法國幾乎所有的小維多都種植在波爾多，主要在梅多克，用於少量增加經典波爾多混釀的結構。然而，由於晚熟，有些年份整個作物都會失敗，它只有每四年才能完全成熟一次，因此逐漸不受歡迎，特別是在趨向早熟的趨勢下。

### 義大利
在義大利，小維多有時種植在馬雷瑪（托斯卡納）和拉齊奧。

### 黎巴嫩
在黎巴嫩，小維多有時種植在貝卡谷地，並被添加到赤霞珠和梅洛中。

### 秘魯

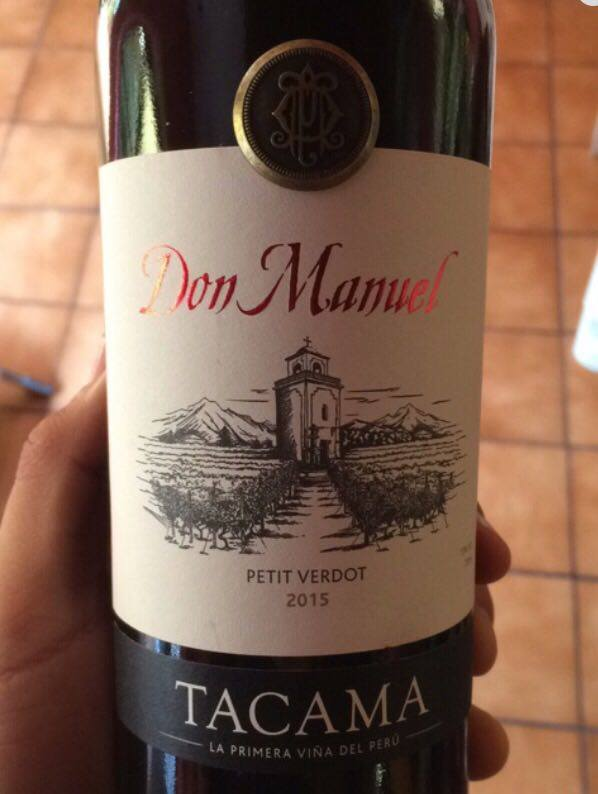
唐‧曼努埃爾 (Don Manuel) by Tacama 100% 小維多

在秘魯，小維多葡萄藤種植在南部的伊卡省。伊卡的沙漠氣候使生產商可以製作100%的單一品種小維多葡萄酒。Tacama 酒莊生產的一款高端葡萄酒“Don Manuel”就是用100%的小維多葡萄釀製的。

### 葡萄牙
在葡萄牙，小維多有時種植在阿連特茹，由於該地區的特殊氣候條件，效果極佳。

### 美國
隨著美麗華波爾多混釀的流行，加利福尼亞對這一品種產生了相當大的興趣，2003年有360公頃的種植面積。 更穩定、溫暖的氣候對於可靠地成熟該品種有很大幫助，生產商也開始試驗單一品種葡萄酒。小維多還被種植在亞利桑那州、科羅拉多州、俄勒岡州、德克薩斯州、密西根州、弗吉尼亞州、俄亥俄州、馬裡蘭州、 密蘇裡州、北卡羅來納州、新澤西州、賓夕法尼亞州、紐約長島、 新墨西哥州和華盛頓州。
除了上述國家之外，小維多還被用作英屬哥倫比亞、新西蘭、南非和西班牙波爾多風格混釀中的“調味品”。

## 葡萄藤和葡萄栽培
小維多的葉片有三到五個葉裂，中間的葉裂特別長。小而圓柱形的葡萄串有翅，小黑莓。
“小維多”這個名稱（意為“小綠色”）指的是該品種的主要問題之一，即如果開花期天氣不適宜，果實經常無法正常發育。它還指的是晚熟，這通常對波爾多氣候來說太晚。小維多還有一個奇特的特點，即它每個芽能產生超過兩串葡萄。

## 別名
Bouton、Carmelin、Heran、Lambrusquet Noir、Petit Verdau、Petit Verdot Noir、Verdot 和 Verdot Rouge。

### 引文
1. ↑  Robinson, Jancis. . Oxford University Press. 2006. ISBN 0-19-860990-6.
2. 1 2 3  Radden, Rosemary. . Adelaide, S. Australia: The State Library of South Australia.   [2007-04-30]. （原始内容存档于2007-08-07）.
3. ↑  Vitis International Variety Catalogue: Tressot Noir 的存檔，存档日期2012-03-08., accessed on December 15, 2009
4. 1 2 3 4 5  Robinson 2006，第515頁.
5. ↑  . Tacama.   [February 21, 2017]. （原始内容存档于May 11, 2016）.
6. ↑  . oldwestminster.orderport.net.   [2020-07-26]. （原始内容存档于2020-02-10）.
7. ↑  Shinn, Barbara. . Shinn Estate Vineyards.   [February 3, 2017]. （原始内容存档于February 3, 2017）.
8. ↑  Maul, E.; Eibach, R. . Bonn, Germany: Information and Coordination Centre for Biological Diversity (IBV) of the Federal Agency for Agriculture and Food (BLE). June 1990  [2007-04-30]. （原始内容存档于2012-04-14）.

### 一般和引用來源
- Robinson, Jancis.  Third. Oxford University Press. 2006. ISBN 0-19-860990-6.

## 進一步閱讀
Robinson, Jancis (1986). Vines, Grapes & Wines. Mitchell Beazley. ISBN 1-85732-999-6.

## 外部連結
- 南非生產商雜誌中的一個很好的概述
- 小維多在波爾多的崛起 from decanter.com